# Joseph Mopepe Ngongo
Joseph Mopepe Ngongo (ur. 15 lipca 1966 w Gemena) – kongijski duchowny rzymskokatolicki, biskup Molegbe od 2025. 

## Życiorys
19 marca 1995 otrzymał święcenia kapłańskie i został inkardynowany do diecezji Molegbe.
15 kwietnia 2025 papież Franciszek mianował go biskupem Molegbe. Sakry udzielił mu 6 lipca 2025 w katedrze św. Antoniego Padewskiego w Molegbe metropolita kinszaski, kardynał Fridolin Ambongo